# Sandy Springs
Sandy Springs – miasto w Stanach Zjednoczonych, w stanie Georgia, w hrabstwie Fulton. Jest jednym z głównych miast obszaru metropolitalnego Atlanty, położonym na północ od Atlanty i na południe od Roswell. Według spisu powszechnego w 2020 roku liczy 108,1 tys. mieszkańców.

## Demografia
Miasto posiada stosunkowo małą populację Afroamerykanów (19,6%), a większość stanowią osoby białe nielatynoskie (58,4%). Populacja Latynosów (12,2%) jest nieco większa i Azjatów (7,2%) porównywalna do średniej hrabstwa Fulton. 2,5% osób deklaruje polskie pochodzenie.